# Jodia brunneago
Jodia brunneago är en fjärilsart som beskrevs av Barend J. Lempke 1941. Jodia brunneago ingår i släktet Jodia och familjen nattflyn. Inga underarter finns listade i Catalogue of Life.